# 九四式四号丙無線機
九四式四号丙無線機（きゅうよんしきよんごうへいむせんき）は大日本帝国陸軍が開発した車輌用無線機である。八九式中戦車、九七式中戦車など日本軍の装甲戦闘車輌に多く搭載された。通話距離は約1km。不使用時、この無線機の全ての器材は箱に収容して運搬できた。全備重量は90kgである。
戦車用としての無線機が開発開始されたのは大正14年である。まず列国が当時採用していた器材の調査からはじめ、大正15年には「マルコニー」SA1型超短波無線電信電話機を調査した。しかしこの無線機は、戦車用乙機としては実用能力にやや不足があった。この無線機は戦車隊内通信用であり、視号通信と併用された。
昭和2年、参考用器材の調達が遅れ、審査の実施が行えなかった。
昭和3年、「マルコニー」SB1型超短波無線電信電話機を研究器材に使用。また戦車用甲機が模索された。これは師団内に装備されている諸無線機と対向して通信が行え、また戦車隊内の通信も行える無線機という仕様であり、改三号無線電信機などが研究されたが、所期の性能を発揮しなかった。
昭和4年、一時審査を中止した。これは戦車無線に関して関係各部門の意見が一致しなかったためである。昭和5年中は研究のみが続行された。
昭和6年、甲機について十号無線電信機、乙機について十三号無線電話機とすることが決定された。また審査方針が修正され、戦車相互間、または協力部隊との連絡に用いること、通信距離は1km、戦車内の装備として適することと変更された。
昭和7年、必要度が少ないことから十号無線機が審査項目から消去された。さらに研究方針が変更され、戦車の装備として適すること、戦車通信に用いるものであること、超短波または短波を使用すること、通信距離は戦車相互間1km、副通信法に電信を採用することが決められた。
昭和8年、研究試験の結果方針が修正された。戦車用無線機としては中短波を使用すること。これは超短波が地形や建築物などに強い影響を受けるためであった。戦車用無線電話機には十三号甲無線電話機の送信部と、十三号乙無線機の受信部を組み合わせ、これの形状と寸度を改修して車内装備に適合させることが決められた。さらに器材の諸元の決定に当たって関係各部門の意見が参考とされた。
昭和9年、満州北部での冬期試験が行われ、能力不十分であること、通信距離が目標に達しないこと、特に戦車が走行中の通話が困難なことが確認された。この結果を踏まえて改良と研究を続行し、おおむね所期の性能を発揮するに至った。8月、満州北部での雨期・炎熱試験を実施。電信性能は実用に達したが、行動間の無線電話機能は特殊な手段を講じない限りなおも実用が困難だった。
昭和10年1月、満州北部での冬期第二試験を実施。防寒その他諸装置に若干の改善が必要と認められた。電話、電信機能はおおむね実用に達したことが認められた。3月、兵器採用試験の実績から短期に製造可能と認められた。7月、戦車第二連隊の八九式中戦車に試作器材を搭載した。試験結果はおおむね所期の性能を発揮できることが確認できた。11月、陸軍技術本部に本無線機に関する意見を求め、異論がないことから仮制式制定の上申が認められた。12月、上申が行われた。

## 配備と性能
本機は日本陸軍戦車部隊における主要な無線機である。用途は車輌相互間の電信・無線電話用であり、戦車に搭乗している戦車兵同士の連絡機能は持っていない。また中隊長が上下の編成単位へと連絡を行う、つまり連隊長や各小隊への小隊長へ指揮連絡を行うには、この無線機を戦車にもう1機積み込む必要があった。これらの機能が戦車部隊に付与されたのは、昭和18年の車輌無線機丙（乗員相互の連絡用）の生産、ないし三式車輌無線機乙（中間指揮官の指揮と連絡用）の登場まで待たなければならなかった。このような機材の大量生産は間に合わず、装備は一部部隊と教育機関にとどまった。ただし無線通信機材自体は一応の水準で各部隊車輌に搭載されており、例として1939年のノモンハン事件に参加した戦車第三連隊、戦車第四連隊の戦車73輌には全て無線機が搭載されていた。
日本陸軍の無線機は、質の悪さから混信と雑音が酷かったと評価されている。エンジンの点火装置、モーター、発電機などからは無線通信を妨害する雑音電波が発生する。この電装品の不良の対策について陸軍技術本部は昭和14年頃から対策を講じ、各電装品に防止法を決定した。また防止器が開発され、全軍用車輌には雑音電波防止装置が装着された。電装品の生産と統制に当たってはドイツ方式が導入された。これは耐久性があり、故障が少なく性能の変化が少なかった反面、高価で大量生産には適しなかった。

## 構成
この無線機は通信装置、電源、付属品と材料で構成される。通信機は送信部と受信部、発電部から組み立てられていた。
通信機内容
- 送信部・水晶制御または主発振によって無線電話と電信送信を行う。周波数範囲は4,200から4,600キロサイクル(キロヘルツ)。
- 受信部・検波機能と増幅機能を持つ。周波数範囲は送信部と同様である。
- 発電部・蓄電池を電源とし、送信部と受信部が必要とする電圧を供給する。
- 付属品・送受話器、携帯電圧計など。

電源内容
- 蓄電池・容量約70アンペアアワー、電圧12ボルト。
- 付属品・ケーブルなど。

付属品内容
- 手入れ用具・ワイヤーカッター、ねじ回しなど。他に器材収容用の箱。

材料内容
- 空中線・長さ約5mの被覆線で、高さ約2mの電柱に張る。地線には戦車の車体がそのまま利用された。
- 補修用品